# Nancy K. Miller
Nancy K. Miller (Nueva York, 21 de febrero de 1941) es una investigadora literaria  estadounidense, teórica feminista y  autora de memorias. Es profesora distinguida de literatura inglesa y literatura comparada en el Centro de Graduados de CUNY, autora de varios libros sobre crítica feminista, escritura de mujeres y, más recientemente, memorias familiares, biografía y trauma.

## Formación
Se licenció en el Barnard College (1961), hizo un máster en el Middlebury College y se doctoró en francés en la Universidad de Columbia.

## Trayectoria
En 1981,  Miller se convirtió en el primera miembro titular a tiempo completo del programa de Estudios de la Mujer en Barnard College y fue su directora, cargo que ocupó hasta su nombramiento en CUNY en 1988. Anteriormente había enseñado en el departamento de francés de la Universidad de Columbia.
Junto con la académica feminista Carolyn Heilbrun, fundó la serie Género y Cultura en la Columbia University Press, en 1983. Entre 2004 y 2007, Miller y la geógrafa Cindi Katz coeditaron la revista Women's Studies Quarterly, que bajo su dirección recibió el Premio Phoenix al Logro Editorial Significativo del Consejo de editores de revistas científicas.
Miller ha sido profesora invitada en la Universidad de Harvard, la Universidad Hebrea y la Universidad de Tel Aviv, y académica visitante Phi Beta Kappa. Ha recibido numerosos premios y becas, entre ellas la Rockefeller Foundation de Humanidades, la John Simon Guggenheim Memorial Foundation y la beca Senior del Fondo Nacional para las Humanidades (NEH).

## Contribuciones
Las primeras contribuciones de Miller a la teoría literaria incluyen la del “intertexto invisible” añadido por las mujeres a una forma de escritura más convencional, como la mezcla de una trama de búsqueda con otra romántica prescrita normativamente a las primeras autoras. También se destacó por su oposición a la influyente teoría de Roland Barthes sobre la muerte del autor, señalando cómo esta tendía a obstruir las subjetividades de género en un texto al enfatizar lo que ella llamaba la red, en oposición al papel de la tejedora: la teoría sirve así como una máscara postmoderna para el falocentrismo. Su posición dio lugar a un famoso debate sobre el tema dentro del feminismo con Peggy Kamuf.
Miller también desempeñó un papel influyente al ser pionera en la unificación de relatos personales con exploraciones teóricas dentro del mismo texto, concretando así la vinculación del feminismo de la segunda ola entre el ámbito personal y el público.